# Matúš Bubeník
Matúš Bubeník (né le 14 novembre 1989 à Hodonín) est un athlète slovaque, spécialiste du saut en hauteur.

## Carrière
Le 4 février 2015 il porte son record en salle à 2,31 m à Banská Bystrica. En plein air son record est de 2,27 m à Tábor en 2014. Le 10 juillet 2015, il porte son record en plein air à 2,28 m pour remporter la médaille d'argent lors de l'Universiade de 2015 à Gwangju,
Puis, le 2 août 2015, il s'améliore ultérieurement à 2,29 m à Banská Bystrica, ce qui lui donne le minima pour les Jeux olympiques de Rio.
Le 4 mars 2017, il franchit 2,28 m à Belgrade, sa meilleure performance de l'année.
Le 27 janvier 2018, il franchit 2,30 m en salle à Hustopeče (CZE).

## Palmarès
| Date | Compétition                       | Lieu     | Résultat | Marque |
| ---- | --------------------------------- | -------- | -------- | ------ |
| 2015 | Jeux Européens                    | Bakou    | 1er      | 2,26 m |
| 2017 | Championnats d'Europe en salle    | Belgrade | 5e       | 2,27 m |
| 2017 | Championnats d'Europe par équipes | Tel Aviv | 2e       | 2,19 m |
| 2019 | Championnats d'Europe par équipes | Sandnes  | 3e       | 2,18 m |

## Records
| Épreuve         | Épreuve      | Performance | Lieu            | Date           |
| --------------- | ------------ | ----------- | --------------- | -------------- |
| Saut en hauteur | En plein air | 2,29 m      | Banská Bystrica | 2 août 2015    |
| Saut en hauteur | En salle     | 2,31 m      | Banská Bystrica | 4 février 2015 |